# Neo-swing
Sous-genres
Swing punk
Le neo-swing (aussi appelé retro swing et swing revival en anglais) est un regain d'intérêt pour le swing et le Lindy hop, qui débute vers 1989 et atteint son apogée dans les années 1990. Ce style musical est généralement ancré dans les big bands de l'ère swing des années 1930 et 1940, mais elle est également fortement influencée par le rockabilly, le boogie-woogie, le jump blues d'artistes tels que Louis Prima et Louis Jordan, et le côté théâtral de Cab Calloway. De nombreux groupes de neo-swing pratiquaient des fusions contemporaines de swing, de jazz et de jump blues avec du rock, du punk rock, du ska et du ska punk, ou avaient des racines dans le punk, le ska, le ska punk et le rock alternatif.

## Histoire
Les racines du renouveau du swing remontent généralement à 1989, année qui voit la formation de plusieurs des figures les plus importantes de la scène : Royal Crown Revue et Big Bad Voodoo Daddy de Los Angeles, qui s'en tient souvent à jouer du jump blues et du rockabilly de style traditionnel ; la scène swing de San Francisco comprend Lee Presson and the Nails qui commencent à se produire dans des clubs locaux en 1994 et Lavay Smith and Her Red Hot Skillet Lickers, qui présentent des influences vocales de jazz et de blues, émergeant en 1996 ; et Cherry Poppin' Daddies originaire d'Eugene, dans l'Oregon, qui incorporent des éléments de punk rock et de ska dans le swing et jazz.
La Californie s'impose rapidement comme le centre du mouvement neo-swing naissant, avec des clubs comme The Derby à Los Angeles et le Club DeLuxe à San Francisco accueillant régulièrement des groupes de swing et de jazz, ainsi que des cours de swing gratuits,. Au début des années 1990, le swing commence à faire son apparition dans la culture populaire, servant de point central au drame Swing Kids (1993) et occupant une place importante dans la comédie The Mask (1994), dans laquelle Royal Crown Revue fait une apparition à l'écran. À cette époque, le swing rétro avait commencé à se développer au-delà de ses racines de la côte ouest, conduisant à la formation de groupes de swing au Texas (8½ Souvenirs, The Lucky Strikes), au Michigan (The Atomic Fireballs, The Deluxtone Rockets), en Caroline du Nord (Squirrel Nut Zippers) et au Canada (Big Rude Jake, Johnny Favourite Swing Orchestra).
En 1996, la comédie américaine Swingers, qui comprend des scènes filmées au Derby et une performance musicale de Big Bad Voodoo Daddy, devient un succès critique et commercial et est souvent créditée d'avoir amené le renouveau du swing plus loin dans le courant culturel dominant.
En avril 1997, le single Hell des Squirrel Nut Zippers, sorti en 1996, apparaît dans les charts Billboard, devenant ainsi le premier hit du renouveau du swing ; leur album Hot atteindra un million d'exemplaires vendus par la RIAA en décembre 1997,. En mars 1997, les Cherry Poppin' Daddies sortent leur compilation swing Zoot Suit Riot, certifié disque de platine en août 1998 et la certification double platine en janvier 2000, tandis que son single éponyme culmine à la 41e place du Billboard Hot 100. Le Brian Setzer Orchestra, formé par Brian Setzer, l'ancien leader des Stray Cats, en 1992, réalise également des ventes double platine avec son album The Dirty Boogie, sorti en 1998, dont la reprise de la chanson Jump, Jive an' Wail (1956) de Louis Prima devient le single le mieux classé du neo-swing, culminant à la 23e place du Billboard Hot 100 et remportant un Grammy Award pour la « meilleure performance pop par un duo ou groupe vocal »,. Au même moment en 1998, Gap utilise la reprise de Jump, Jive an' Wail par Prima dans une publicité Khakis Swing ; selon Stereogum, l'usage du neo-swing par Gap signifie la fin du neo-swing ou du mouvement swing des années 1990, bien que des exemples de neo-swing en général continuent d'être produits au-delà des années 1990.